# Grb Bolivije
Grb Bolivije sastoji se od štita u sredini koji je okružen zastavama Bolivije, mušketama i maslinovim grančicama, a na vrhi je andski kondor. 
Na plavom rubu štita je zlatni natpis Bolivia, te deset zvjezdica, koje predstavljaju devet departmana, te bivšu provinciju Litoral, koju je preuzeo Čile 1879. godine. Na štitu je prikazana srebrna planina Potosí s izlazećim suncem iznad nje. Ispred planine se nalazi alpaka, koja stoji pored stabla i žita, koji predstavljaju resurse države.
Oko štita su tri zastave Bolivije sa svake strane, te dvije muškete koje simboliziraju borbu za neovisnost. Pored mušketa je sjekira i crvena frigijska kapa, simbol slobode. Maslinove grančice simboliziraju mir, a kondor želju za obranom naroda i njegove slobode.
Na nekim verzijama grba, umjesto mušketa prikazani su topovi.